# Omega Island
Omega Island är en ö i Antarktis. Den ligger i havet utanför Västantarktis, i ett område som Argentina, Chile och Storbritannien gör anspråk på.